# Brya
Brya (Brya) je rod rostlin z čeledi bobovité. Zahrnuje 4 až 6 druhů stromů a keřů, rozšířených na Karibských ostrovech. Druh Brya ebenus je zdrojem vysoce ceněného dřeva, připomínajícího eben.

## Popis
Zástupci rodu brya jsou keře nebo nevelké stromy s lichozpeřenými, trojčetnými nebo jen jednolistými listy. Rostliny jsou často trnité. Květy jsou uspořádané v úžlabních nebo téměř vrcholových vrcholících nebo svazečcích. Kalich je pětičetný, koruna je motýlovitá, s okrouhlou pavézou. Tyčinky jsou srostlé. Semeník obsahuje 2 vajíčka. Plod je nepukavý, plochý, jednosemenný nebo rozdělený na dva jednosemenné články. Druh Brya ebenus má žluté až oranžové květy a je poloopadavý.

## Rozšíření
Rod brya zahrnuje 4 až 6 druhů. Vyskytuje se pouze v oblasti Velkých Antil v Karibiku. Vyskytují se v lesích a keřové vegetaci v oblastech se sezónním obdobím sucha.

## Význam
Jádrové dřevo druhu Brya ebenus je téměř černé, velmi tvrdé a připomíná eben. Dá se dobře leštit. Vyrábějí se z něj například hudební nástroje a používá se k intarziím. Je to na Kubě jedno z nejvíce ceněných dřev. Je obchodováno pod názvem Cocuswood.
Brya ebenus se pěstuje i v jiných částech světa, zejména v Indii.